# Ромашки (Краснодарский край)
Ромашки — хутор в Ленинградском районе Краснодарского края Российской Федерации.
Входит в состав Западного сельского поселения.

## География

### Улицы
- ул.Весенняя
- ул.Заречная
- ул.Торговая
- ул.Хлеборобова

## Население
| 2002 | 2010 |
| ---- | ---- |
| 266  | ↘230 |